# G-Jugend
Die G-Jugend (auch G-Junioren, U7, Bambini, Minikicker oder Minis) ist eine Klasseneinteilung der jüngsten Gruppe von Jugendsportlern, beispielsweise im Fußball oder Handball.
In der Regel sind diese Kinder zum Stichtag (oft 1. Januar des aktuellen Jahres) jünger als 7 Jahre. Dies sind zum Beispiel in der Spielzeit 2024/25 die Jahrgänge 2018 und jünger.
Die älteren Sportler werden altersgemäß in die F-Jugend, E-Jugend, D-Jugend, C-Jugend, B-Jugend und A-Jugend eingeteilt.
In dieser Fussball-Altersklasse sind auch gemischte Mannschaften (Jungen und Mädchen) zugelassen.